# Société pour les chemins de fer de la Méditerranée

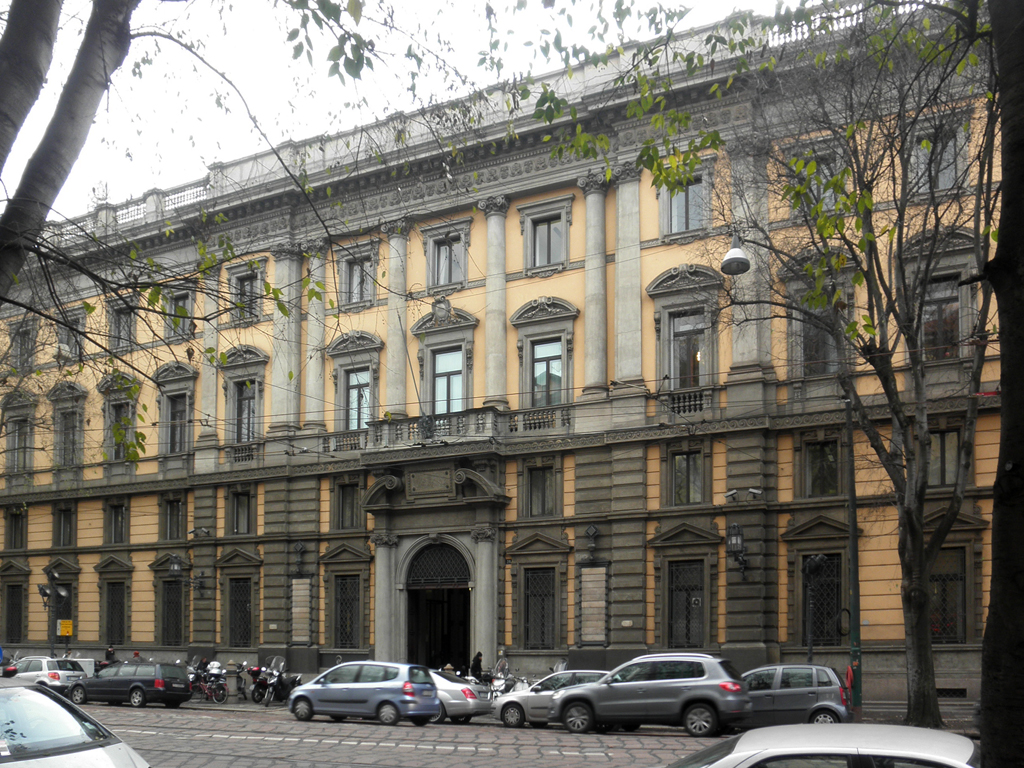
Ancien siège de la société à Milan, devenu depuis le siège de l'Edison

La Société pour les chemins de fer de la Méditerranée (italien : Società per le Strade Ferrate del Mediterraneo), souvent appelée simplement la Mediterranea, fut constituée le 8 juin 1885 à l'initiative d'un consortium de banques, certaines étrangères, avec un rôle prépondérant de la Banca Generale de Rome. Une convention avec l'état régulait l'exploitation des voies ferrées. Le siège social se trouvait à Milan. 